# ثلاث مرات
ثلاث مرات هو فيلم تايواني من إخراج هيساو-هايسن هو وبطولة شو كي وتشن تشانج، صدر الفيلم في 20 مايو 2005.

## وصلات خارجية
- ثلاث مرات على موقع IMDb (الإنجليزية)
- ثلاث مرات على موقع ميتاكريتيك (الإنجليزية)
- ثلاث مرات على موقع روتن توميتوز (الإنجليزية)
- ثلاث مرات على موقع نتفليكس (الإنجليزية)
- ثلاث مرات على موقع ألو سيني (الفرنسية)
- ثلاث مرات على موقع Turner Classic Movies (الإنجليزية)
- ثلاث مرات على موقع أول موفي (الإنجليزية)
- ثلاث مرات على موقع بوكس أوفيس موجو (الإنجليزية)
- ثلاث مرات على موقع فيلمافينيتي (الإسبانية)
- ثلاث مرات على موقع قاعدة بيانات الفيلم (الإنجليزية)